# 앙통 FC
앙통 FC(Angthong Football Club, สโมสรฟุตบอลจังหวัดอ่างทอง )는 앙통주 에 연고를 둔 태국의 프로 축구이다. 현재 타이 리그 3 서부 지역에 소속되어 있다.

## 역대 감독
| 감독        | 임기        |
| ----------- | ----------- |
| 교토쿠 고지 | 2014 ~ 2015 |